# Gilbert Burgundski
Francuski plemić Gilbert od Chalona (ili Giselbert; umro 8. travnja 956.) bio je grof Chalona, Autuna, Beaunea, Avallona, Troyesa i Dijona te vojvoda Burgundije (de jure uxoris?).
Njegov je otac bio plemić Manaše od Chalona i Vergyja.
Gilbertova je majka možda bila princeza Ermengarda Provansalska, kći kralja Bosa Provansalskog.
Gilbert je prije 926. oženio Ermengardu (spomenuta u povelji iz 934.), koja je najvjerojatnije bila kći vojvode Rikarda te sestra vojvode Huga i kralja Rudolfa. (Ako Ermengarda, Gilbertova supruga, nije bila kći vojvode Burgundije, tada nije jasno kako je Gilbert postao vojvoda.)
Gilbert i njegova supruga imali su barem dvije kćeri, Adelu i Lietgardu, koja je bila supruga Otona Burgundskog. Adela je bila supruga Roberta od Vermandoisa i Lamberta od Chalona.